# Государственная Новосибирская областная клиническая больница
Государственная Новосибирская областная клиническая больница(ГНОКБ) — медицинское учреждение в Кировском районе Новосибирска, открытое в 1939 году. Больница оказывает специализированную, в том числе высокотехнологичную, медицинскую помощь и взаимодействует со всеми медицинскими организациями НСО и главными внештатными специалистами Минздрава НСО.

## История
История больницы начинается с периода военных событий на озере Хасан. Для обеспечения помощи раненым  в Новосибирске была организована спецбольница, которая принимала раненых, поступивших с территории Монголии во время военных событий на реке Халхин-Гол. Для оказания высококвалифицированной помощи населению Новосибирской области и в связи с отсутствием клинической базы института усовершенствования врачей Президиум Новосибирского облисполкома постановлением от 23 октября 1939 г. № 176 обязал облздравотдел не позднее 3 ноября 1939 г. организовать в г. Новосибирске областную клиническую больницу на 500 коек.
Приказ областного здравоохранения от 25 октября 1939 г. № 375:
- 1. Организовать областную больницу в помещении на Красном проспекте № 3.
- 2. Главным врачом областной больницы назначить по совместительству Лапченко Никифора Сергеевича, заместителя заведующего областного отдела здравоохранения

### 1940 г.
В больнице организованы отделения:
- травматологическое, заведующий Зыман А.И.;
- на базе травматологического отделения была развернута клиника профессора Шнейдера С.Л.;
- хирургическое на 85 коек, заведующий Радушкевич В.П. (позднее д.м.н., профессор, заведующий кафедрой Воронежского медицинского института), в составе больницы осталась госпитальная хирургическая клиника под руководством проф. Дивногорского Б.Ф.;
- неврологическое на 45 коек, заведует Шамовская Э.З., отделение является клинической базой, возглавляемой несколько месяцев профессором Триумфовым А.В. и с 1940 г. – профессором Куимовым Д.Т.;
- урологическое на 27 коек, заведующий Афанасьев А.Н., в составе клиники ГИДУВа, возглавляемой профессором Мыш В.М.;
- второе терапевтическое отделение на 155 коек, заведующий Черносвитов С.А.;
- глазное отделение на 60 коек развернуто только в конце 1940 г., заведующая – Шершевская О.И. (позднее д.м.н., профессор кафедры ГИДУВа), отделение было базой кафедры глазных болезней ГИДУВа, которой руководил профессор Колен А.А.;
- дерматовенерологическое отделение на 50 коек – клиническая база ГИДУВа, руководитель – заслуженный деятель наук, профессор Боголепов А.А.

### 1941-1945 гг.
Во время Великой Отечественной войны приказом по Новосибирскому облздравотделу от 6 августа 1941 г. № 227 деятельность областной клинической больницы завершена. Главному врачу больницы Бульвахтеру А.И., назначенного заведующим облздравотделом, даны  указания по реализации  закрытия больницы, на базе которой был развернут эвакогоспиталь № 2493.Вместо указанного госпиталя была организована областная больница по восстановительной хирургии и ортопедии для инвалидов Великой Отечественной войны на 450 коек (приказы по Новосибирского облздравотделу от 4 июня 1943 г. № 230 и от 28 октября 1943 г. № 449). В эти годы для оказания консультативной и экстренной медицинской помощи создано отделение санитарной авиации – заведующая отделением Галунова З.Ф. (с 1983 г. – отделение экстренной и плановой консультативной помощи). В разные годы отделение возглавляли: Курлов В.В., Шапиро Г.Д., Першечкин Ю.П., Кузнецов В.Ю., Новицкая Н.М., Юданов А.В.,).

### Послевоенное восстановление и развитие областной клинической больницы(1947-1955 гг.)
Больница восстановительной хирургии в соответствии с распоряжением МЗ РСФСР согласно приказу Новосибирского облздравотдела от апреля 1946 г. № 110 была реорганизована в областную клиническую больницу на 450 коек, главным врачом назначен Скобейников К.Г.
Больница обеспечивает специализированную медицинскую помощь населению области. В составе больницы развернуты хирургическое с урологическими койками (110 коек), терапевтическое (60 коек), неврологическое (50 коек), отоларингологическое (30 коек), дерматовенерологическое (30 коек), онкологическое (30 коек) отделения.
В здании больницы были размещены:
1. областной онкологический диспансер,
2. областная санавиастанция,
3. областной научно-практический трахоматозный кабинет,
4. общежитие для врачей,
5. приезжающих на повышение квалификации из районов области.

Высокий уровень квалификационной медицинской помощи больным области позволил поддерживать размещение на базе больницы кафедр института усовершенствования врачей и медицинского института.

### Этап строительства нового комплекса больницы, развитие специализированных служб(1958-1982 гг.)
Киреева З.И. стала новым главврачом , после ушедшего из жизни Кутикова В.Н., она занимала эту должность до 1965 г.
В больнице организована группа анестезиологов и сестер анестезисток.
В связи с развитием анестезиологии и реаниматологии вводится должность заместителя главного врача, в разные годы на этой должности были Левин О.Б., Стрельцова Е.И., Лащенкова Е.В., с 2010 г. эта служба объединена в отдел – руководитель Стрельцова Е.И., в настоящее время Грязнов К. А.
В связи с аварийным состоянием, часть коечного фонда перемещается в помещение областного психоневрологического диспансера (ул. 1905 года, 69), одновременно, в 1963 году, открывается гематологическое отделение на 30 коек. В эти годы подготавливались статистические обоснования строительства нового комплекса областной клинической больницы с учетом медицинского обеспечения населения Новосибирской области (исполнитель – Шварц Ш.С.).
Освоение новых площадей и создание новых отделений и служб потребовали введение с 1974 года должности заместителя главного врача по хирургии, её возглавляли: Сизиков Э.И., Ахременко Г.П., Ковалев Р.А., Менщиков М.П., Чагин Г.Н., Ивочкин А.М., Бромбин А.И., Юданов А.В., в настоящее время - Кутепов А.В.

### Клиника - этап развития (1990-2011 гг.)
С 2000г. до 2001г. и в дальнейшем проводится работа по переоснащению ГНОКБ современной диагностической техникой, по реорганизации структуры управления больницы, централизуется работа кафедр медицинской академии  путем организации клиник, соединяющих кафедры соответствующего профиля. Учреждается должность заместителя главного врача по терапии, эту работу возглавили Мигуськина Е.И., Домникова Н.П.,Курбетьева Т.Н., в настоящее время Танеева Е.В. (заместитель главного врача по терапевтической помощи). Деятельность специализированных отделений осуществляют диагностические отделения: клинико-диагностическая лаборатория, рентгенологическое, функциональной диагностики, физиотерапевтическое. Первыми заведующими указанных отделений были соответственно Константинова Н.В., Кроловец Е.С., Айзенберг Л.А., Бульвахтер Р.Г. После завершения ремонта, поликлиника действует в условиях, отвечающих всем требованиям.
Медицинскую часть работы возглавляли: Бульвахтер А.И., Комиссаров М.И., Киреева З.А., Фукс В.Г., Злотин Я.И., Попова Е.И., Фомин Г.И., Левин О.Б., Мигуськина Е.И., Юданов А.В., Комиссарова Т.В., в настоящее время - Стрельцова Е.И.
Главной медицинской сестрой больницы были: Кобец Г.С., Торопкина Г.Б., Гололобова Л.Д. (Мойса), Орлова Е.Ю., в настоящее время - Новицкая Т.И.
В 2011 созданы новые отделения:
- отделение реанимации и интенсивной терапии новорожденных
- отделение патологии недоношенных детей
- отделение раннего возраста и патологии новорожденных

Внедрен метод лапароскопических мануально-ассистированных нефрэктомий у родственных доноров почек, первые операции выполнили профессор Эдуард Абдулхаевич Галлямов (Москва) и профессор Игорь Викторович Феофилов (Новосибирск, ГНОКБ).
В будущем на базе терапевтической клиники открыт Региональный сосудистый центр No 2 (РСЦ). Руководитель – Елена Викторовна Танеева. В состав центра входят отделение неотложной кардиологии с блоком интенсивной терапии и реанимации, неврологическое отделение для больных с ОНМК с блоком интенсивной терапии и реанимации и отделение рентгенохирургических методов лечения и диагностики. Задача РСЦ – оказание неотложной специализированной, в том числе высокотехнологичной медицинской помощи пациентам с острым коронарным синдромом и острым нарушением мозгового кровообращения.

### С основания и до наших дней "ГНОКБ" руководили
| - Лапченко Н. С. (1939-1941) - Бульвахтер А. И (1941-1946) - Скобейников К. Г. (1946-1947) - Лейн А. Я. (1947-1951) - Кутиков В. Н. (1951-1958) - Киреева З.И. (1958-1965) - Мыш Г. Д. (1965-1971) - Цуриков А.Д. (1971-1974) | - Севрюков П.П. (1974-1986) - Пушкарев В.П. (1986-2001) - Степанов В.В. (2001-2008) - Павленко С.С. (2008-2009) - Нагорная И.Н. (2010-2011) - Комаровский Е.А. (2011-2013) - Юданов А.В (с января 2014 - по настоящее время) |

## "ГНОКБ" сегодня

### На сегодняшний день
В 2014 г. главным врачом ГНОКБ назначен  Анатолий Васильевич Юданов.
Число пролеченных больных за год достигло – 45 347 человек, из них 1 455 человек получили высокотехнологичную медицинскую помощь.
Для обеспечения более эффективного объединения научной и образовательной деятельностей с НГМУ в больнице создан научно-координационный Совет, введены должности заместителя главного врача по науке и руководителей клиник.
Во все клинические отделения больницы приказом главного врача по согласованию с ректором медицинского университета и руководителями клиник назначены клинические кураторы.
Научно-исследовательская работа в клинических отделениях по согласованию с главным врачом и при утверждении на научно-координационном Совете включается в больничный план работы.
Значительный вклад в развитие больницы внесли следующие сотрудники кафедр медицинского института:
Благитко Е.М., Бондарь И.А., Валентик М.Ф., Вицын Б.А., Глухов Б.М., Гусаревич О.Г., Денисов В.Н., Демин А.А., Ершов В.М., Иерусалимский А.П., Исаенко В.И., Иванцов М.Е., Куимов Д.Т., Коломейцев П.И., Лаптев В.Я., Логвиненко А.С., Митрохина Л.А., Моргунов Г.А., Мельников М.Н., Пилипенко П.И., Потапова В.Н., Ровина А.К., Риц И.А., Сидорова Л.Д., Сысолятин П.Г., Тов Н.Л., Чернышев В.М. , Чупрова А.В. и др.
На базе ГНОКБ функционируют 18 оборудованных центров:
| - Новосибирский межтерриториальный ожоговый центр, - Региональный центр органного донорства, - Областной центр трансплантации и хирургии печени, - Областной колопроктологический центр, - Травматологический центр первого уровня, - Областной эндокринологический центр, - Областной центр неврологии и нейрохирургии, - Областной центр лабораторной медицины, - Региональный сосудистый центр № 2, | - Областной ревматологический центр, - Областной нефрологический центр, - Областной центр высокодозной химиотерапии гемобластозов, - Областной центр рассеянного склероза и других аутоиммунных заболеваний нервной системы, - Областной перинатальный центр, - Областной детский астма-центр, - Областной детский кардиоревматологический центр, - Центр реабилитации больных с патологией слуха, - Детский консультативно-диагностический центр. |